# Ан Рул
Ан Рул (на английски: Ann Rule) е американска журналистка и писателка на произведения в жанра трилър, биография и криминална документална литература. Писала е и под псевдонима Анди Стак.

## Биография и творчество
Ан Рул, с рождено име Ан Рей Стакхаус, е родена на 22 октомври 1931 г. в Лоуъл, Мичиган, САЩ, едно от двете деца в семейството на Честър Стакхаус, университетски треньор по футбол и лека атлетика, и Софи Хансен, учителка, специализирана за работа с деца с увреждания в развитието. Заради професията на баща ѝ семейството се мести често. Дядото и чичото ѝ са шерифи в Мичиган, поради това като отраства прекарва летата си с баба си и дядо си като доброволци в местния затвор. Завършва гимназия в Калн, окръг Честър. Следва в колежа Хайлайн в Де Мойн, а после следва във Вашингтонския университет, където през 1953 г. получава диплома по творческо писане и посещава курсове по криминология, пенология и психология.
След дипломирането си работи като служител в полицейското управление в Сиатъл, но е освободена поради тежко късогледство. След това известно време работи като служител в отдела за обществена помощ на щата Вашингтон. Докато работи като доброволец на гореща телефонна линия за самоубийства в Сиатъл през 1971 г., работи с Тед Бънди, който по това време е студент и изучава психология във Вашингтонския университет. Заедно с работата си започва да пише истории за действителни престъпления като си сътрудничи със Seattle Times, Seattle Post, Cosmopolitan и True Confessions, а накрая в края на 60-те години става постоянен сътрудник за True Detective като пише под псевдонима Анди Стак. През 1969 г. се посвещава на писателската си кариера.
През 1980 г. е издадена книгата ѝ „Непознатият до мен“, в която представя биографията и живота на серийния убиец Тед Бънди, полицейските разследвания и съдебните дела, както и интервютата с него. Книгата става бестселър. През 2003 г. книгата е екранизирана в едноименния телевизионен филм с участието на Били Кембъл и Барбара Хърши.
В периода 1993 – 2014 г. е издадена документалната ѝ поредица „Криминалните досиета на Ан Рул“, в която описва едни от най-известните криминални разследвания и дела за убийства в САЩ. По книгите ѝ са направени множество телевизионни филми и сериали, като за някои тя е продуцент и участник.
През 1954 г. се омъжва за Уилям Рул. Имат четири деца. Развеждат се през 1972 г.
Ан Рул умира от сърдечна недостатъчност на 26 юли 2015 г. в Бюриън, Вашингтон.

## Произведения
Самостоятелни романи
Possession (1983)

### Документалистика
- The Stranger Beside Me (1980)[1][2]
Непознатият до мен, изд.: ИК „Изток-Запад“, София (2022), прев. Сибин Майналовски
- Lust Killer (1983)[3]
- The Want-AD Killer (1983)
- The I-5 Killer (1984)
- Mind Games (1984)
- Beautiful Seattle (1987)
- Small Sacrifices (1987)
- If You Really Loved Me (1991)
- Everything She Ever Wanted (1992)
- Dead By Sunset (1995)
- Bitter Harvest (1998)
- Jerry Harris Case (1999)
- ...And Never Let Her Go (1999)
- Every Breath You Take (2001)
- Heart Full of Lies (2003)
- Without Pity: Ann Rule's Most Dangerous Killers (2003)
- Green River, Running Red (2004)
- Too Late to Say Goodbye (2006)
- In the Still of the Night (2010)
- Practice to Deceive (2013)

#### Поредица „Криминалните досиета на Ан Рул“ (Ann Rule's Crime Files)
- A Rose for Her Grave (1993)[1][2][3]
- You Belong to Me (1994)
- A Fever in the Heart (1996)
- In the Name of Love (1998)
- The End of the Dream (1998)
- A Rage to Kill (1999)
- Empty Promises (2001)
- Last Dance, Last Chance (2002)
- Kiss Me, Kill Me (2004)
- Worth More Dead (2005)
- No Regrets (2006)
- Smoke, Mirrors, and Murder (2007)
- Mortal Danger (2008)
- But I Trusted You (2009)
- Don't Look Behind You (2011)
- Fatal Friends, Deadly Neighbors (2012)
- Lying in Wait (2014)

### Екранизации
- 1989 Small Sacrifices – тв минисериал
- 1995 Dead by Sunset – тв минисериал, 2 епизода
- 2001 And Never Let Her Go – тв филм
- 2003 Непознатият до мен, The Stranger Beside Me – тв филм
- 2003 Every Breath You Take – тв филм
- 2009 Too Late to Say Goodbye – тв филм
- 2009 Everything She Ever Wanted – тв минисериал, 2 епизода
- 2011 Hunt for the I-5 Killer – тв филм, по книгата The I-5 Killer
- 2020 Sleeping with Danger – тв филм
- 2020 A Murder to Remember – тв филм
- 2021 Ann Rule's Circle of Deception – тв филм
- 2021 Ann Rule's A House on Fire тв филм, по книгата Bitter Harvest
- Ann Rule's Danger in the Dorm – тв филм